# Celestino Rodriguez
Celestino Rodriguez (Bogo, 11 mei 1872 - 1955) was een Filipijns politicus.

## Biografie
Celestino Rodriguez werd geboren op 11 mei 1872 in Bogo in de Filipijnse provincie Cebu. Hij was een zoon van José Rodriguez en Vicenta La Sala (ook wel: Vicenta Lazala). Hij behaalde in 1872 een Bachelor of Arts-diploma aan de Ateneo Municipal de Manila. Twee jaar later voltooide hij een bachelor-opleiding rechten aan de Universidad Central de Madrid. Hij was secretaris van het revolutionair committee in Madrid en later in Hongkong, waar de leiders van de Filipijnse revolutie in ballingschap zaten. In 1902 keerde Rodriguez terug in de Filipijnen, waar hij op 16 april 1903 slaagde voor het toelatingsexamen van de Filipijnse balie. Nadien vestigde hij zich in Cebu, waar hij werkzaam was als een van de eerste Filipijnse advocaten.
In 1904 werd Rodriguez gekozen tot burgemeester van Cebu City. Bij de verkiezingen van 1907 werd hij namens het 1e kiesdistrict van Cebu gekozen in de 1e Filipijnse legislatuur. In 1909 werd hij herkozen als afgevaardigde. Bij de verkiezingen van 1916 werd Rodriguez namens het 10e Senaatsdistrict gekozen in de Senaat van de Filipijnen. Omdat hij de minder stemmen in zijn district behaalde dan Filemon Sotto won hij een termijn van drie jaar tot 1919. In 1919 werd hij herkozen met een termijn tot 1925. 
Na de ratificatie van de Filipijnse Grondwet in 1935 en de oprichting van het Gemenebest van de Filipijnen werd Rodriguez in de daaropvolgende verkiezingen eind 1935 gekozen als afgevaardigde van het 1e kiesdistrict van Cebu in het nieuwe eenkamerige Nationaal Assemblee van de Filipijnen. Na de amendering van de Filipijnse Grondwet in 1941 werd het parlement weer opgesplitst in twee kamers. Rodriguez werd bij de verkiezingen van 1941 namens het 1e kiesdistrict van Cebu opnieuw gekozen in het Huis van Afgevaardigden. Omdat de Japanners kort na de verkiezingen de Filipijnen binnenvielen zou het Huis met Rodriguez pas na de herovering door de Amerikanen, in 1945 in zitting gaan.
Rodriguez overleed in 1955. Hij was getrouwd met Ignacio La Sala. Samen kregen ze vier kinderen. Celestino Rodriguez was een jongere broer van Pedro Rodriguez die ook namens Cebu werd gekozen in de Senaat en in het Huis van Afgevaardigden.